# 5734 Ноґуті
5734 Ноґуті (5734 Noguchi) — астероїд головного поясу, відкритий 15 січня 1989 року.
Тіссеранів параметр щодо Юпітера — 3,546.
Названо на честь Ноґуті (яп. のぐち(野口) ноґуті)